# Yoshie Takeshita
Pour les articles homonymes, voir Takeshita.
Yoshie Takeshita (竹下 佳江, Takeshita Yoshie) est une ancienne joueuse de volley-ball japonaise née le 18 mars 1978 à Kitakyūshū (préfecture de Fukuoka). Elle mesure 1,59 m et jouait au poste de passeuse. Elle a totalisé 308 sélections en équipe du Japon.

## Biographie
Avec l'équipe du Japon de volley-ball féminin, elle est médaillée de bronze olympique en 2012 à Londres.

## Clubs
| Club            | De        | À         |
| --------------- | --------- | --------- |
| NEC Red Rockets | 1996-1997 | 2001-2002 |
| JT Marvelous    | 2002-2003 | 2011-2012 |

## Palmarès

### Équipe nationale
- Jeux olympiques
  -  2012 à Londres
- Championnat d'Asie et d'Océanie (1)
  - Vainqueur : 2007.
  - Finaliste : 2003, 2011.

### Clubs
- Championnat du Japon
  - Vainqueur : 1997, 2000, 2011.

### Distinctions individuelles
- Championnat du monde de volley-ball féminin 2006: Meilleure passeuse et MVP.
- Grand Prix Mondial de volley-ball 2008: Meilleure passeuse[1].
- Grand Prix Mondial de volley-ball 2009: Meilleure passeuse.
- World Grand Champions Cup féminine 2009: Meilleure passeuse.
- Championnat d'Asie et d'Océanie de volley-ball féminin 2011: Meilleure passeuse.
- Coupe du monde de volley-ball féminin 2011: Meilleure passeuse.